# Cernomantodea

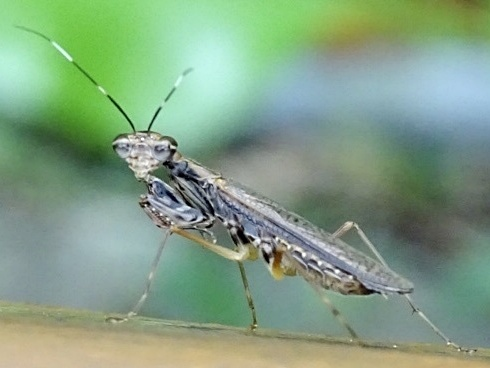
Spilomantis occipitalis z rodziny Gonyleptidae

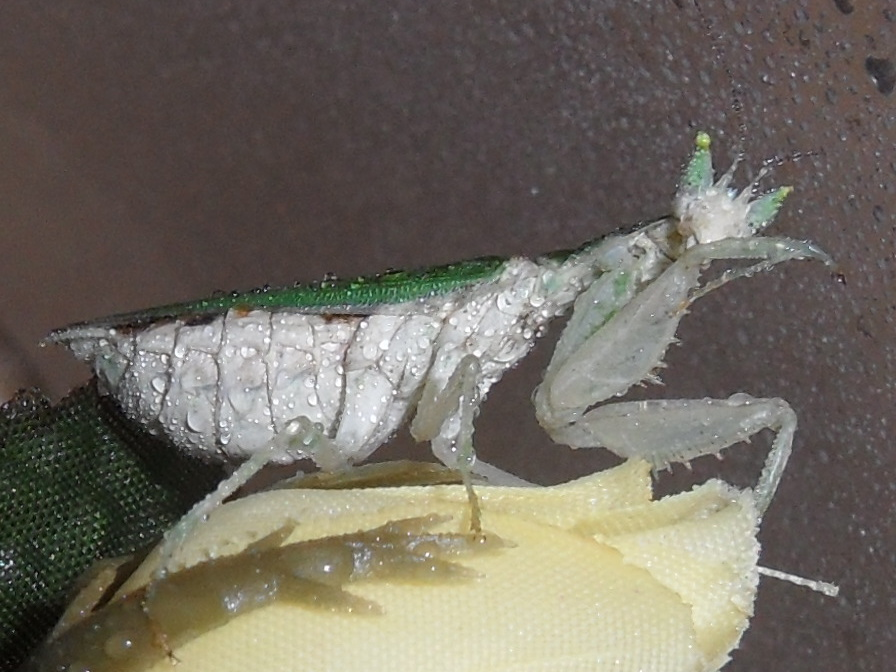
Pseudoharpax virescens z rodziny Galinthiadidae

Cernomantodea – nanorząd modliszek z podrzędu Eumantodea i infrarzędu Schizomantodea.

## Morfologia
W pierwotnym planie budowy tej grupy na spodzie zatułowia, pomiędzy odnóżami tylnej pary leży pojedynczy narząd tympanalny zwany uchem cyklopowym. Odwłok ma po bokach segmentów płaty zbudowane z dużego bocznego fragmentu tergitu i małego bocznego płatka sternitu, ale cecha ta u licznych linii zanikła, po czym u niektórych z nich pojawiła się ponownie. Pierwotny plan budowy samczych genitaliów odznacza się brzusznym fallomerem zaopatrzonym w dwa małe, zaokrąglone wyrostki wtórne, z których jeden leży na wierzchołku dystalnym, a drugi w dystalnej części prawej strony, a także apofizą falloidalną rozdwojoną na krótki, palcowaty płat tylny i słabo widoczny, zaokrąglony płat przedni. Plan ten zachował się jednak głównie u Nanomantoidea, a u innych grup uległ rozmaitym modyfikacjom. W szczególności zwykle tylko jeden z wtórnych wyrostków dystalnych jest dobrze wykształcony, podczas gdy drugi ulega redukcji. 

## Taksonomia
Takson ten wprowadzony został w 2009 roku przez Gavina J. Svensona i Michaela Franka Whitinga na łamach „Cladistics”. Klasyfikowany jest w randze nanordo w obrębie parworzędu Artimantodea, który tworzy wraz z nanorzędem Amerimantodea. Zalicza się do niego 11 nadrodzin sklasyfikowanych w dziewięciu bezrangowych grupach:
- Nanomantodea Schwarz et Roy, 2019
  - Chroicopteroidea Giglio-Tos, 1915
  - Nanomantoidea Brunner de Wattenwyl, 1893
- Metamantodea Schwarz et Roy, 2019
  - Gonypetoidea Westwood, 1889
- Lobipedia Saussure, 1870
  - Epaphroditoidea Brunner de Wattenwyl, 1893
- Mantimorpha Schwarz et Roy, 2019
  - Haanioidea Giglio-Tos, 1915
- Heteromantodea Schwarz et Roy, 2019
  - Eremiaphiloidea Saussure, 1869
- Pareumantodea Schwarz et Roy, 2019
  - Hoplocoryphoidea Giglio-Tos, 1916
- Calomantodea Schwarz et Roy, 2019
  - Miomantoidea Westwood, 1889
- Promantidea Schwarz et Roy, 2019
  - Galinthiadoidea Giglio-Tos, 1919
- Mantidea
  - Hymenopoidea Giglio-Tos, 1915
  - Mantoidea Latreille, 1802